# Wolfram Schwabhäuser
Wolfram Schwabhäuser (* 20. Mai 1931 in Riesa; † 27. Dezember 1985) war ein deutscher mathematischer Logiker, der sich mit Modelltheorie beschäftigte.

## Leben
Schwabhäuser studierte Mathematik und Physik an der Humboldt-Universität Berlin (Diplom 1956, Über die Vollständigkeit der elementaren euklidischen Geometrie) und wurde dort 1960 bei Karl Schröter promoviert (Entscheidbarkeit und Vollständigkeit der elementaren hyperbolischen Geometrie, Zeitschrift für mathematische Logik und Grundlagen der Mathematik, Bd. 2, 1956, S. 137). 1964 kehrte er nach einem Kongress in Jerusalem nicht mehr in die DDR zurück und ging nach Westdeutschland. 1965 wurde er an der Universität Münster habilitiert und wurde nach einem Gastaufenthalt an der University of California, Berkeley (bei Alfred Tarski 1965/66), 1966 Dozent an der Universität Bonn.  1969 wurde er dort außerplanmäßiger Professor und 1970 wissenschaftlicher Rat und Professor (für Logik und Grundlagenforschung). Seit 1973 war er ordentlicher Professor für theoretische Informatik an der Universität Stuttgart.
Schwabhäuser beschäftigte sich mit Modelltheorie in der Geometrie, wobei er eng mit Alfred Tarski zusammenarbeitete. 1983 vollendete er ein Projekt von Alfred Tarski mit der (zuvor 1976 verstorbenen) Wanda Szmielew über ein Buch zur metamathematischen Grundlegung der euklidischen Geometrie, basierend auf den Tarski-Axiomen.
1977 bis zu seinem Tod war er geschäftsführender Herausgeber des Archivs für mathematische Logik und Grundlagenforschung.

## Schriften
- Modelltheorie 1,2, Bibliographisches Institut, Mannheim 1971, 1972
- mit Wanda Szmielew, Alfred Tarski: Metamathematische Methoden in der Geometrie. Springer-Verlag 1983.